# Papa Ioan I
Papa Ioan I (n. 470 d.Hr., Siena, Toscana, Italia – d. 20 mai 526 d.Hr., Ravenna, Regatul Ostrogot⁠(d)) a fost Papă al Romei în anii 523 - 526. 

## Canonizare
Mai târziu Ioan a fost canonizat ca martir pentru credință. În artă, el a fost de obicei descris privind prin barele unei zăbrele sau în închisoare cu un diacon și subdiacon. Este venerat în Ravenna și Toscana. Sărbătoarea lui - 18 mai, aniversarea zilei morții sale.

## Activitate
Regele arian Theodoric cel Mare al Italiei l-a trimis pe papa Ioan I, cu toate că acesta protesta, la Constantinopol, cu scopul de obține o reconciliere cu împăratul răsăritean Iustin I, care îi persecuta pe arieni prin decretul din 523. 
La revenirea sa la Ravenna, capitala de atunci a Italiei, papa Ioan I a fost încarcerat din ordinul regelui ostrogot Theodoric cel Mare, care l-a bănuit de trădare.

## Deces
Papa Ioan I a fost ținut sub stare de arest la Ravenna și a decedat din cauza relelor tratamente și a neglijenței. Trupul său neînsuflețit a fost transportat la Roma, unde a fost îngropat în Bazilica Sf. Petru.